# Chickenfoot (musikalbum)
Chickenfoot är den amerikanska rockgruppen Chickenfoots debutalbum, släppt den 5 juni 2009.

## Låtlista
1. Avenida Revolution
2. Soap On A Rope
3. Sexy Little Thing
4. Oh Yeah
5. Runnin' Out
6. Get It Up
7. Down The Drain
8. My Kinda Girl
9. Learning To Fall
10. Turnin' Left
11. Future In The Past
12. Bitten by the Wolf (bonusspår)